# Castrogonzalo
Castrogonzalo település Spanyolországban,  Zamora tartományban. Castrogonzalo Benavente, Fuentes de Ropel, San Esteban del Molar és Villanueva de Azoague községekkel határos. Lakosainak száma 430 fő (2024).

## Népesség
A település népessége az utóbbi években az alábbiak szerint változott:
| Lakosok száma | 548  | 536  | 523  | 519  | 495  | 501  | 480  | 471  | 441  | 430  |
|               | 2001 | 2004 | 2007 | 2009 | 2012 | 2014 | 2017 | 2019 | 2022 | 2024 |